# Canthigaster investigatoris
Canthigaster investigatoris е вид лъчеперка от семейство Tetraodontidae.

## Разпространение
Този вид е разпространен в Индонезия.